# 酒井真由
酒井真由（酒井まゆ，1982年1月7日—）日本漫畫家，出身于東京都福生市，血型A型，摩羯座。目前在集英社的漫画雑誌『Ribon』活躍中。出道作為『橘色解放』，於『Ribon Original』2000年10月號刊載。

## 簡歷
- 曾擔任過少女漫畫家小花美穗的助手。
- 和同樣是Ribon漫畫家的春田菜菜感情很好。
- 是西岸良平與京極夏彥的粉絲。
- 家裡有養貓。

## 作品列表
以下中文譯名如沒特別註明，即是尖端出版譯名。
- 橘色解放，原名「プライマル・オレンジ」（Primal・Orange），出道作
- 草莓眼淚，原名「イチゴナミダ」
- 五月少女，原名
- 我們的旅程（大然文化譯為《檸檬汽水酸甜甜》），原名「ボクたちの旅」（連載，全3回）
- 白金戒指，原名「プラチナ」
- 撞球寶貝，原名「ナインパズル」〈Nine Puzzle〉（連載，全6回）
- 少爺的苦衷，原名「若サマの事情」
- 草莓星願，原名「永田町ストロベリィ」〈永田町Strawberry〉（連載，全21回）
- 12月的詠嘆調，原名「12月のアリア」〈12月のAria〉
- 非魔法愛戀，原名「ぼくは魔法が使えない」
- BABY FAKE FUR！弄假成真，原名「ベイビー、フェイク*ファー」〈Baby、Fake*Fur〉
- 彼得潘♠症候群，原名「ピーターパン♠症候群」（連載，全9回）
- 國王、王子與我，原名「王様と王子様と私」
- 無盡的進行曲，原名「エンドレス・マーチ」〈Endless・March〉
- 搖滾★天堂，原名「ロッキン★ヘブン」〈Rockin'★Heaven〉（連載，全32回）
- 布朗花園車站，原名「ブラウン・ガーデン駅」〈Brown・Garden駅〉
- MoMo，原名「MOMO 終末庭園へようこそ」（連載，全33回）
- 妳的世界的拯救良方，原名「キミの世界の救い方」
- 魔法靴子屋，原名「クレマチカ靴店」（不定期連載，由相關短篇作組成）
  - 自第2回起，皆加上個副標題名－－第2回：Pandora's Boots、第3回：Lost Angel Shoes、第4回：Strawberryfield Walker
- 17 o'clocks
- 盲眼娃娃，原名「ブラインドール」〈Blind Doll〉
- 惑星HONEY，原名「惑星ハニー」
- 最後的晚餐，原名「サイゴの晩餐」
- 鳥籠教室，原名
- 第二名不行嗎？，原名「2番目じゃだめなんですか」
- PURI PARI，原名「ぷり☆ぱり」
- FLAG
- 只屬於我的幸福-MERRY BAD END-，原名「メリーバッドエンド」〈Merry Bad End〉
- はぴ★すぴ
- ココロスケッチ
- 蜜糖女孩＊大作戰，原名「シュガー＊ソルジャー」〈Sugar＊Soldier〉（連載，全47回）
- 不想跟你談戀愛，原名「キミとだけは恋に堕ちない」（連載，全21回）
- 群青色般眩目的你，原名『群青リフレクション』（連載，全24回)

### 已出版之單行本
- 我們的旅程（全1冊）
  - 一併收錄「橘色解放」、「五月少女」
- 撞球寶貝（全2冊）
  - 一併收錄「白金戒指」（第1集）、「少爺的苦衷」、「草莓眼淚」（第2集）
- 草莓星願（全5冊）
  - 一併收錄「12月的詠嘆調」（第1集）、「非魔法愛戀」、「BABY FAKE FUR！弄假成真」（第5集）
- 彼得潘♠症候群（全2冊）
  - 一併收錄「國王、王子與我」（第2集）
- 搖滾★天堂（全8冊）
  - 一併收錄「無盡的進行曲」（第1集）、「布朗花園車站」（第6集）
- MoMo（全7冊）
  - 一併收錄「妳的世界的拯救良方」（第1集）、「17 o'clocks」（第7集）
- 魔法靴子屋（全1冊、共4回相關短篇作）
- 蜜糖女孩＊大作戰（全10集）
  - 一併收錄「はぴ★すぴ」（第9集）
- 只屬於我的幸福-MERRY BAD END-（全1冊、共收錄8篇短篇）
  - 除同書名短篇作外，另收錄「最後的晚餐」、「PURI PARI」、「第二名不行嗎？」、「鳥籠教室」、「惑星HONEY」、「盲眼娃娃」、「FLAG」
- 不想跟你談戀愛（全5集）
- 群青色般眩目的你(全5集）
- ハロー、イノセント① Hello innocent（日本發售第1集2020/10/23）

## 外部連結
- 酒井真由的部落格 （页面存档备份，存于）
- 酒井真由的Twitter （页面存档备份，存于）